# Perigramma immaculata
Perigramma immaculata är en fjärilsart som beskrevs av Paul Dognin 1902. Perigramma immaculata ingår i släktet Perigramma och familjen mätare. Inga underarter finns listade i Catalogue of Life.